# Domus Confuleius
La Domus di Confuleius apparteneva ad un liberto (un ex schiavo affrancato), probabilmente di origine orientale, di nome Publio Confuleio Sabbione il quale in questa domus non solo vendeva ma anche lavorava il sagum, un mantello di lana pesante usato dai militari di basso rango, e da qui la qualifica di sagarius. Essa è sita sotto un condominio privato in corso Aldo Moro a Santa Maria Capua Vetere.

## Storia
La domus è venuta alla luce a seguito di scavi compiuti nel 1955 per la realizzazione del palazzo che oggi sovrasta la domus. 
Notizie del suo proprietario, e addirittura del suo architetto, ne abbiamo traccia grazie alle iscrizioni riportare sulla pavimentazione attraverso dei mosaici pavimentali.

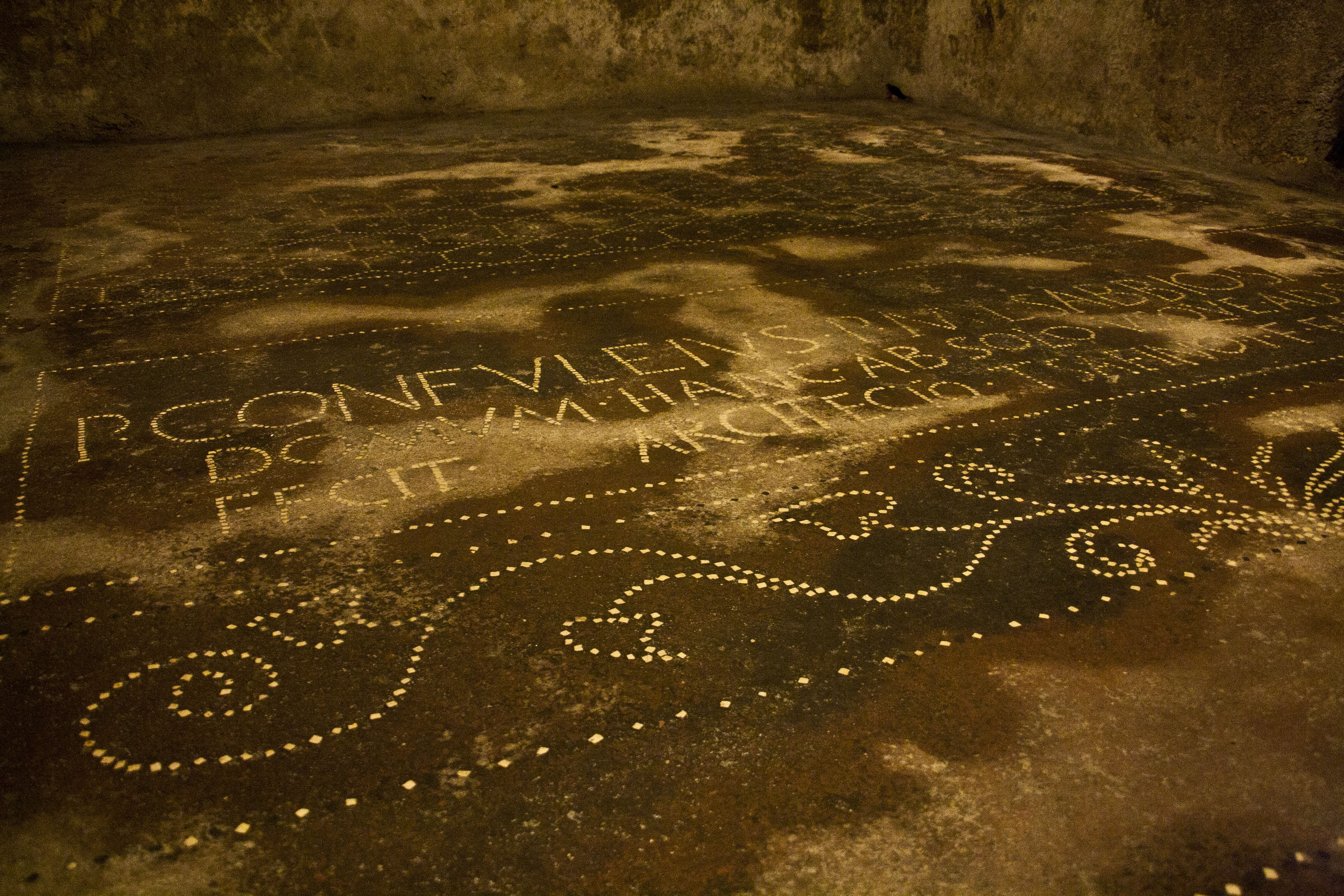
L'iscrizione sul pavimento

L'iscrizione fu realizzata, con molta probabilità, come segno di autoconclamazione da parte di Confuleio per attestare la sua scalata sociale e il suo essere diventato un uomo libero.

## Struttura

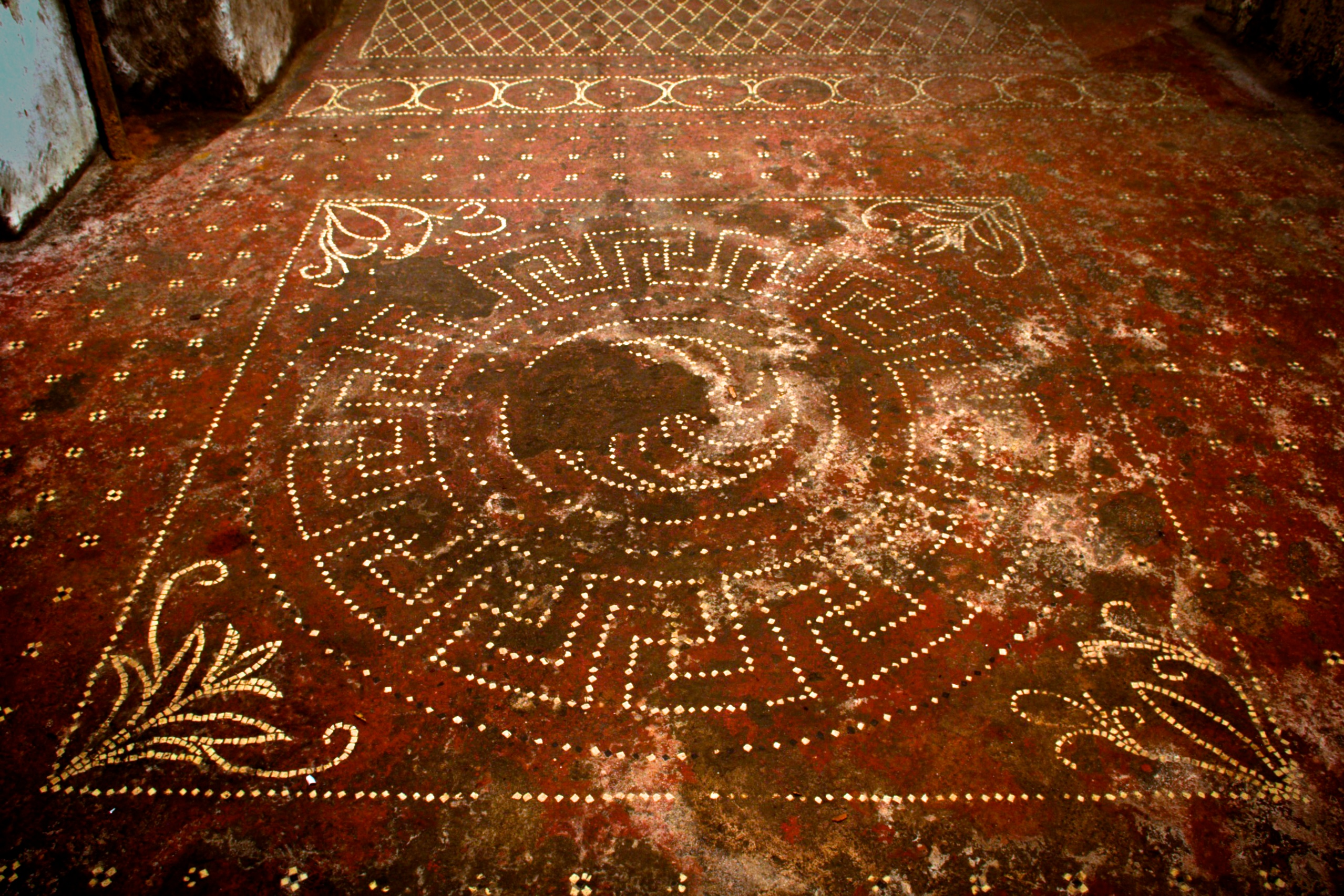
Mosaico nord della prima stanza

Alla domus si accede attraverso una scala a doppia rampa. La domus è composta da due stanze con volta a botte aderente al lato sud con un lucernario circolare. Le due stanze dovevano essere originariamente finemente decorate sia alle pareti con affreschi, di cui ci restano solo traccia e che fanno supporre che sia il soffitto a volta che le lunette erano decorate da bande orizzontali rosse mentre le pareti erano dipinte a schema geometrico, sia i pavimenti, con i mosaici che sono arrivati a noi quasi intatti con mosaici a forme geometriche e vegetali con tessere bianche e nere su fondo di cocciopesto rossastro.
La prima stanza è divisa a metà da una stretta fascia rettangolare costituita da cerchi con crocette centrali. Questa fascia divide la stanza in due diverse decorazioni pavimentali: 
- a nord un tappeto rettangolare di rombi a tessere bianche incorniciato da tessere alternativamente bianche e nere.
- a sud un quadrato, circondato ai quattro lati da decorazioni a tema vegetale, con al centro un cerchio decorato da una fascia esterna di meandri e una interna a spicchi, e incorniciato da una distesa di crocette.

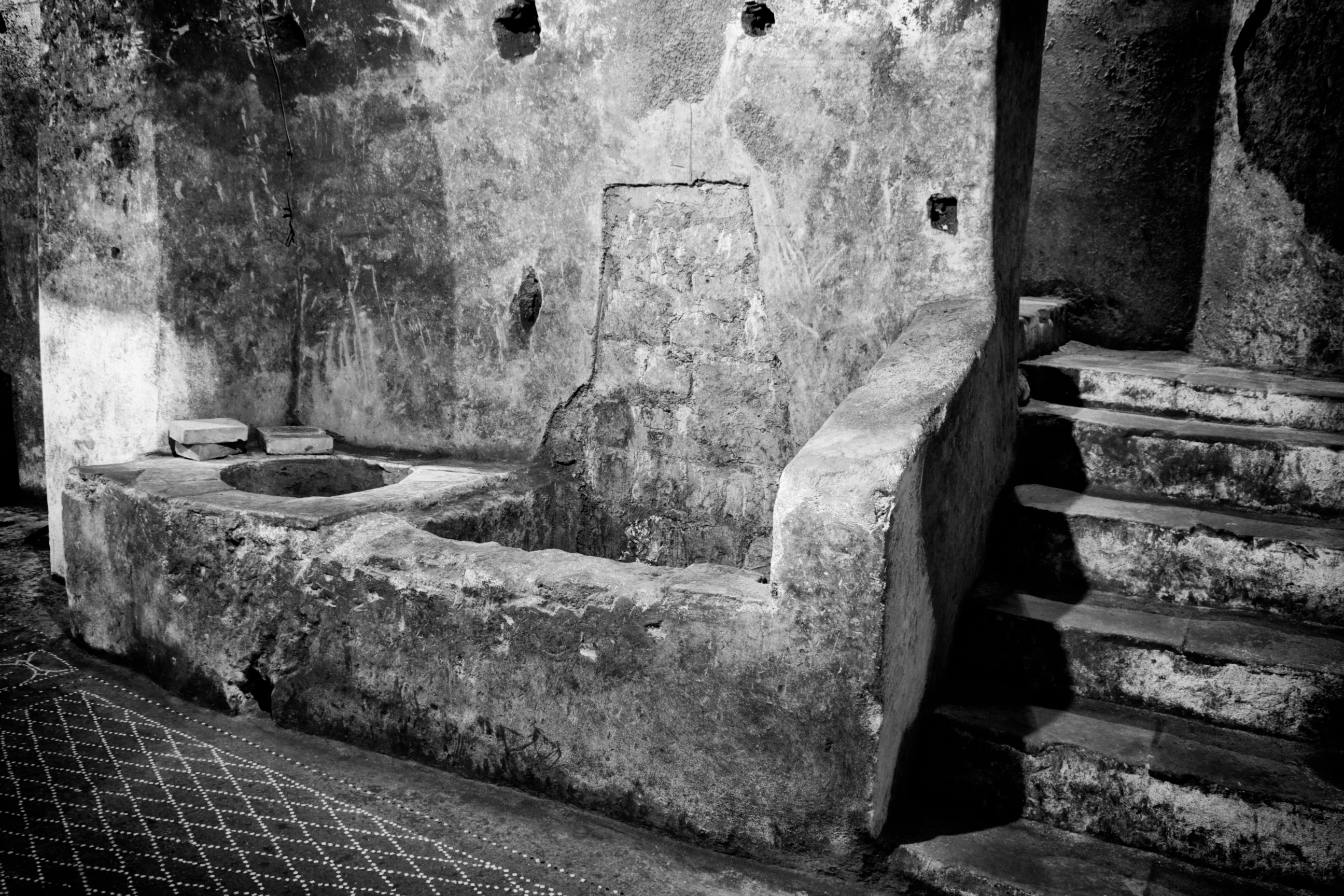
La vasca e il pozzo per la lavorazione del segum

In questa stanza è presente una vasca rettangolare e un pozzo circolare che molto probabilmente erano usate per la lavorazione del segum e quindi fanno supporre una funzione vestibolare di questa prima stanza.

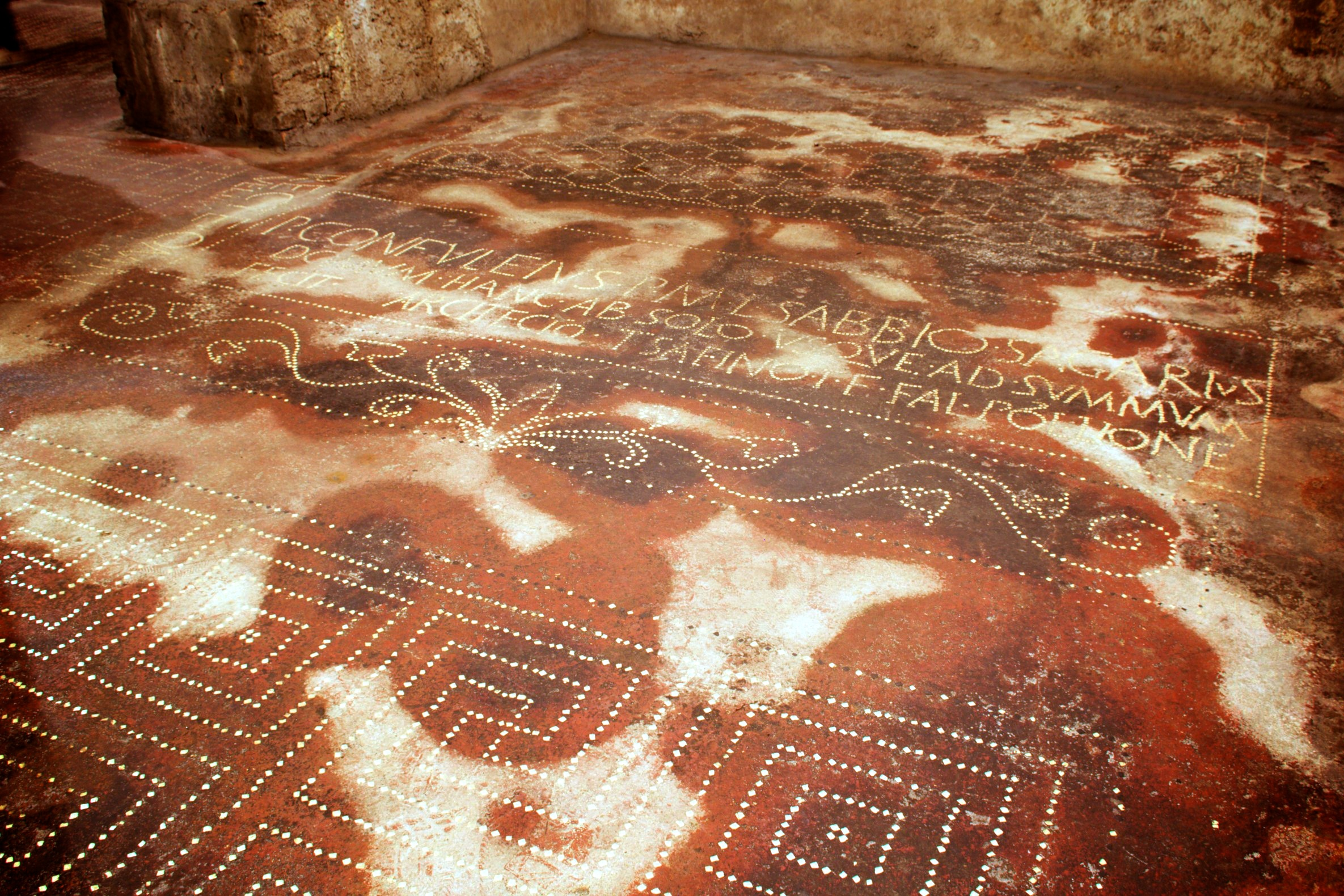
La seconda stanza

Alla seconda stanza si accede attraverso una apertura posta nella parete ovest della prima stanza con pavimentazione a tappeto rettangolare diviso in quadrati con al centro crocette. Appena entrati vi è un'iscrizione mosaica recante un augurio ai visitatori.
A fianco a tale iscrizioni è sita l'altra iscrizione vista prima con l'indicazione del proprietario e dell'architetto. Come per la prima stanza anche la seconda presenta due tipi di decorazioni divise proprio dalle due iscrizioni:
- a nord un tappeto di esagoni con al centro crocette
- a sud una fascia rettangolare con decorazioni a tema vegetale e a seguire un tappeto di meandri a croce uncinata con al centro un quadrato di crocette che incorniciano un rosone con cerchi e archi che si intersecano.[1]